# Lopérec
Lopérec (tiếng Breton: Lopereg) là một xã của tỉnh Finistère, thuộc vùng Bretagne, miền tây bắc Pháp.

## Dân số
Người dân ở Lopérec được gọi là Lopérécois.